# Acrotatos (roi)
Pour les articles homonymes, voir Acrotatos.
Acrotatos (en grec ancien Ἀκρότατος / Akrótatos), est roi agiade de Sparte de 265 à 262 av. J.-C. environ.
Acrotatos est le fils d'Aréos Ier et le petit-fils du prince Acrotatos. La jeune Chilonis, épouse de son oncle Cléonyme, quitte pour lui son vieux mari – apparemment avec l'approbation du public, qui l'incite à donner naissance avec elle à des enfants courageux. Ce revers familial, et le fait qu'Areus lui ait été préféré pour le trône, poussent Cléonyme à faire venir Pyrrhos d'Épire en Laconie en 272 av. J.-C. Areus étant alors en expédition en Crète,  Acrotatos parvient à repousser Pyrrhos. Il succède à son père en 265 av. J.-C.
Il meurt dans une bataille qui l'oppose à Aristodème de Mégalopolis et dont la date exacte n'est pas connue avec précision. Elle se situe soit en 262 av. J.-C., à la fin de la Guerre chrémonidéenne, soit quelques années plus tard. Son fils posthume Aréos II lui succède.